# Dicranomyia tenebrosa
Dicranomyia tenebrosa là một loài ruồi trong họ Limoniidae. Chúng phân bố ở miền Australasia.